# Années 240 av. J.-C.
Les années 240 av. J.-C. couvrent les années de 249 av. J.-C. à 240 av. J.-C.

## Événements
- Vers 250-220 av. J.-C. : époque de la Tène ancienne IIIb[1]. Les Celtes occupent toute la Gaule. Installation des Parisii à Lutèce[2] et des Volques Tectosages à Tolosa Tectosagum (Vieille-Toulouse).

- Vers 250 av. J.-C. : fondation de la monarchie parthe arsacide[3].
- 247-207 av. J.-C. : règne de Devanampiya Tissa, roi d'Anuradhapura (Ceylan). Il se convertit au bouddhisme[4] (ou 307-267 av. J.-C.).
- 246-222 av. J.-C. : règne de Ptolémée III Évergète[5].
- 246-226 av. J.-C. : règne de Séleucos II Kallinikos[6].
- 246-241 av. J.-C. : troisième guerre de Syrie[7].
- 246 av. J.-C. :
  - mise en service du canal Zhengguo, qui irrigue la région du Shaanxi, en Chine[8].
  - début de la construction par 700 000 prisonniers du mausolée de Zheng qui n'est pas achevé à sa mort 36 ans plus tard (armée de terre cuite)[9].
- 241 av. J.-C. : la bataille des îles Égates met fin de la première guerre punique. Annexion de la Sicile et prépondérance navale de Rome en Méditerranée occidentale[10].
- 241-238 av. J.-C. : guerre des Mercenaires à Carthage[11].

## Personnages significatifs
- Agis IV
- Aratos de Sicyone
- Arsace Ier de Parthie
- Bérénice II d'Égypte
- Bérénice Syra
- Ératosthène
- Hamilcar Barca
- Hiéron II
- Hannon le Grand
- Ptolémée III
- Séleucos II
- Tiridate Ier de Parthie
- Zheng